# The War Bride's Secret
The War Bride's Secret è un film muto del 1916 diretto da Kenean Buel.

## Trama
Jean, una ragazza scozzese, sposa in segreto Colin, un soldato che sta per partire per il fronte. La giovane donna, che è incinta, viene a sapere che Colin è morto in guerra. Per poter dare un padre al figlio che sta per nascere, Jean sposa Robin Gray, un anziano contadino che è stato scelto per lei dai genitori. Ma Colin è ancora vivo: benché sia gravemente ferito, si trova in ospedale. Guarito, torna al villaggio da Jean. Robin - rendendosi conto che i due giovani si amano - si mette da parte, lasciando che vivano felicemente insieme.

## Produzione
Il film fu prodotto dalla Fox Film Corporation.

## Distribuzione
Distribuito dalla Fox Film Corporation, il film uscì nelle sale cinematografiche USA il 9 ottobre 1916.